# Ташкентский городской совет
Советы как будущая основа советской власти в Туркестанском крае крае возникли практически сразу после февральской революции в России.
Уже 2 марта 1917 года на митинге рабочих Главных железнодорожных мастерских Среднеазиатской железной дороги в Ташкенте был создан первый в Туркестане Совет рабочих депутатов, который явился основой создания 3 марта 1917 года в Ташкенте Ташкентского Совета рабочих депутатов. 4 марта 1917 года образовался Ташкентский Совет солдатских депутатов, который в конце марта 1917 года объединился с Ташкентским Советом рабочих депутатов. В дальнейшем в крае стали возникать также и Советы крестьянских депутатов. С сентября 1917 года членом Исполкома Ташкентского совета был выбран Ф. И. Колесов, ставший в ноябре 1917 года после провозглашения советской власти, председателем Совета Народных комиссаров (СНК) Туркестанской АССР, то есть главой Туркестанской республики.
По своему национальному составу эти образующиеся Советы депутатов были представлены преимущественно представителями европейской части населения края.
До ноября 1917 года продолжала работать и Ташкентская городская дума, но после того, как в результате вооружённого захвата власть в ноябре 1917 года власть перешла в руки Ташкентского Совета рабочих и солдатских депутатов Ташкентская городская дума прекратила своё существование.
Необходимо отметить, что образование Ташгорисполкома — Ташкентского исполнительного комитета общественных организаций города произошло по решению представителей общественных организаций города, собиравшихся на митинги в мартовские дни 1917 года около Ташкентской городской думы. Выборы в образуемый Ташгорисполком прошли в городе в начале марта. Выборы проводились как от общественных организаций европейской части Ташкента, так и от его старогородской части. Например, на выборах в старогородской части, состоявшихся 6 марта в мечети «Джами», было избрано два депутата — лидеров джадидского движения Убайдуллу Ходжаева и Ташпулатбека Норбутабекова, как наиболее грамотных представителей коренного населения города. Хотя необходимо отметить, что наибольшее число мест в избранном Ташгорисполкоме получили представители европейского населения города.
11 сентября 1917 года на волне эйфории от подавления мятежа генерала Л. Г. Корнилова Ташкентский Совет принял резолюцию о необходимости перехода власти к Советам и было решено 12 сентября 1917 года провести в Ташкенте митинг, который состоялся в Александровском саду вопреки мнению Туркестанского комитета Временного правительства, возглавляемого В. П. Наливкиным, которому принадлежала полнота власти в Туркестанском крае. На митинге была принята резолюция о переходе власти к Советам, а в качестве органа власти в Туркестанском крае был избран Временный революционный комитет.
Временный революционный комитет совместно с Исполнительным комитетом Ташкентского Совета рабочих и солдатских депутатов объявил себя верховной властью в крае. Председатель исполнительного комитета Н. И. Чернецкий дал по всему краю телеграммы о том, что в Ташкенте установлена «новая» власть, которой все должны подчиняться. Члены Временного революционного комитета стали называть называли себя «членами правительства». В этот же день по приказу Туркестанского комитета Временного правительства и руководства краевого совета члены вновь образованного Временного революционного комитета были арестованы, но на следующий день под давлением рабочих и солдат Ташкентского гарнизона арестованные были освобождены и власть в Туркестанском крае фактически перешла в руки Исполкома Ташкентского совета и Временного революционного комитета.
17 сентября 1917 года председатель Туркестанского комитета временного правительства В. П. Наливкин ультимативно предложил Ташкентскому Совету признать власть Туркестанского комитета временного правительства и 18 сентября, выступая на заседании Совета, он настаивал на безоговорочной поддержке Временного правительства, отказываясь от компромиссов. Однако под давлением представителей предприятий и гарнизона города, явившихся на заседание Совета с целью его поддержки, Наливкин вынужден был пойти на уступки и подписал соглашение с Советом.
19 сентября 1917 года в Ташкент были отправлены верные Временному правительству войска под командованием генерала П. А. Коровиченко. 24 сентября в Ташкент прибыл первый эшелон, Коровиченко был объявлен генеральным комиссаром Временного правительства по управлению Туркестанским краем и назначен командующим войсками Туркестанского Военного Округа. Попытка силового захвата власти в крае в сентябре 1917 года Ташкентским советом рабочих и солдатских депутатов не увенчалась успехом.
После вооруженного восстания в Петрограде в первых числах ноября 1917 года власть в Ташкенте перешла в руки Ташкентского Совета рабочих и солдатских депутатов в результате кровопролитных боев, продолжавшихся несколько дней, между сторонниками Совета и сторонниками Туркестанского комитета временного правительства.
В дальнейшем (уже в начале 1918 года) Ташкентский Совет рабочих и солдатских депутатов взял на себя функции Ташкентской городской думы, так как после ноября 1917 года Ташкентская Городская дума прекратила своё существование и таким образом через некоторое время Ташкентский городской совет стал единственным представительным и законодательным органом власти в Ташкенте, который со своей стороны формировал Исполнительный комитет — Ташгорисполком, ставший во главе со своим председателем исполнительным органом советской власти в Ташкенте.
Одним из первых председателей Ташкентского совета был Н. В. Шуми́лов — один из 14 Туркестанских комиссаров, погибших в Ташкенте во время Осиповского мятежа в январе 1919 года.